# Jennifer Kickert
Jennifer Kickert (* 20. Mai 1962 in Bangkok, Thailand) ist eine österreichische Politikerin (Grüne).

## Politischer Werdegang
Jennifer Kickert war von 1996 bis 2003 Bezirksrätin im Wiener Gemeindebezirk Rudolfsheim-Fünfhaus und von 1996 bis 2001 Klubobfrau der Grünen im Bezirk. Nachdem Jennifer Kickert von 2005 bis 2010 Bezirksvorsteher-Stellvertreterin in Rudolfsheim-Fünfhaus gewesen war, wechselte sie am 25. November 2010 in den Bundesrat, dessen Mitglied sie bis 20. Oktober 2011 war. Am 21. Oktober 2011 wurde sie als Mitglied des Wiener Gemeinderats angelobt. Jennifer Kickert ist dort die erste offen lesbische Abgeordnete. 2012 nimmt Kickert als Vertreterin der Wiener Stadtregierung an der Mediation zur Nachnutzung des Otto-Wagner-Spitals (Steinhof) auf der Wiener Baumgartner Höhe teil. Sie befürwortet eine universitäre Nutzung des Areals.

## Auszeichnungen
- 2022: Marietta und Friedrich Torberg-Medaille[1]